# Idiocnemis nigriventris
Idiocnemis nigriventris är en trollsländeart som beskrevs av Maurits Anne Lieftinck 1937. Idiocnemis nigriventris ingår i släktet Idiocnemis och familjen flodflicksländor. Inga underarter finns listade i Catalogue of Life.